# Nokia 5230
Nokia 5230 là một loại điện thoại do hãng Nokia chế tạo. Đây là một chiếc điện thoại chơi nhạc, model cho phép người dùng truy cập vào các nội dung trong Nokia Music Store để cài ứng dụng, tải game, video, nhạc... Với trang bị A-GPS thích hợp, máy cho phép tải phần mềm bản đồ Ovi Maps, hiển thị đường sá của 200 thành phố khác nhau. Ngoài ra, phiên bản này cũng hỗ trợ truy cập các nội dung dành cho giới trẻ như tham gia mạng xã hội Facebook, MySpare. Máy có màu sắc trẻ trung, sống động. Màn hình cảm ứng của 5230 rộng 3,2 inch, hỗ trợ bàn phím QWERTY ảo đầy đủ, máy hỗ trợ mở rộng bộ nhớ thông qua khe cắm thẻ tới 16 GB. Nokia 5230 cho phép chơi nhạc liên tục tới 33 giờ, hỗ trợ giắc cắm tai nghe 3,5 mm. Màn hình có thêm một thanh bar cho phép vào nhanh các ứng dụng giải trí như chơi nhạc, xem ảnh, YouTube hoặc Ovi Share. Giống như 5530 XpressMusic, trên màn hình cũng xuất hiện 20 hình ảnh các danh bạ thường dùng nhất bao gồm thông tin e-mail, cuộc gọi, ảnh và các cập nhật mạng xã hội. 